# 1910年代中国
| 中国历史 / 中国历史年表                                                                                                   |
| 世紀： 19世纪中国 / 20世纪中国 / 21世纪中国                                                                               |
| 年代： 1880年代中国 / 1890年代中国 / 1900年代中国 / 1910年代中国 / 1920年代中国 / 1930年代中国 / 1940年代中国             |
| 年份： 1911年中国 / 1912年中国 / 1913年中国 / 1914年中国 / 1915年中国 / 1916年中国 / 1917年中国 / 1918年中国 / 1919年中国 |
| 纪年： 乙卯年（兔年）、中华民国4年                                                                                        |

1910年代中国是中國近代史上軍閥割據的十年。清朝于1912年结束后俄罗斯、日本、英国、美国、法国等列強各自开始积极扶植自己的势力。位于南京的中華民國臨時政府在名义上得到了一些国家的外交承认，随后由北京的北洋政府所取代。中國同盟會、國民黨及其后续组织中華革命黨等则继续谋求二次革命试图推翻北洋政府。

## 概括
辛亥革命創建共和，象徵中國走上「現代」，標誌中國古老文明政治秩序解體；帝制在一般中國人心目中成為一種逆現代化潮流之反動現象，從此在中國政治舞台上消失，是辛亥革命最大成就:18。清廷在其統治最後十年間是一個積極推行改革之政府，重大制度變革帶來期望，利益重新分配，問題是改革者未能預期、超過自己能力所能解決，令改革者進退兩難:18。20世紀初，共和、立憲呼聲高唱，清政府盡力掙扎求存，終至覆亡:18。辛亥革命後，受反滿和革命觀點影響，人們認為改革是保守、不徹底，革命比改革先進；後來人們厭倦革命，認為要告別革命，又否定革命在歷史上之積極作用；其實，普遍是以改革來推動人類社會進步，革命則是特殊形式，並不存在改革與革命之價值孰優孰劣:19。
一般歷史學家認為袁世凱是「軍閥之父」：㈠袁世凱統領北洋軍，北洋軍是軍閥部隊前身；㈡袁世凱當總統時故意將北洋軍人勢力擴展至中國中南部；㈢袁世凱用武力解決一切問題，形成「政治軍事化（militarization of politics）」；袁世凱在1914年把各省都督改為將軍，只管軍事，另設巡按使掌民政，牽制地方軍人力量；袁世凱死後出現軍閥割據，兩者關係重大，但絕非他個人希望:21-22。「軍閥」是指擁有私人軍隊，企圖或實際控制地盤、一心為己利益之將領:22。軍閥割據與晚清地方勢力抬頭有相同：代表離心力量，使權力分散甚至地方分離；也有不同：㈠軍閥出身複雜，有軍校、農兵、土匪等，晚清地方領袖出身儒家科舉，㈡軍閥稅收自留、官吏自行任命，晚清地方領袖效忠中央，㈢軍閥互相爭鬥，晩清地方領袖聽命中央:22-23。

## 政事
1911年，清政府成立皇族內閣，內閣大臣13人，滿8、漢4、蒙1，民政、財政、軍事等重要職位，都在皇族:13。內閣有5人是皇親國戚:18。
粵漢鐵路、川漢鐵路是四川、廣東、湖北、湖南省人經多次力爭，從列強收回自辦，有商股、民股，清政府準備低價收購為國有:35。由於許多立憲派紳商在四川、廣東、湖南、湖北投資鐵路，而清政府卻於1911年5月宣告將鐵路國有化，直接打擊投資者經濟利益，使立憲派不滿:18。四省人民組成保路同志會，宣告「路存與存，路亡與亡」，掀起保路運動:35。保路風潮一起，革命黨推翻滿清，立憲派幾乎都投入:13。立憲派散佈「文明爭路」理論，派代表上北京，申請各省京官支援，抬出光緒神牌，寫上「庶政公諸輿論，川路准歸商辦」，焚香禱告，要求借款修路事交予資政院諮議局解決；清政府把請願代表遞解回籍，聲援官員革職懲處，命川漢粵漢鐵路督辦大臣端方帶兵入四川鎮壓，四川總督趙爾豐相機剿辦；中國同盟會中部總會宣傳「大亂者，救中國之藥石也」，擴大保路風潮；趙爾豐槍斃示威者32人，是為成都慘案；朱之洪與會黨在新津起義，四川人迅速投向革命:35。
1911年12月，14個省諮議局宣佈獨立，孤立清政府；1912年12月清帝退位，一半由於地方獨立，一半由於袁世凱中央政變:18。
1912年12月至1913年1月，舉行中華民國第一屆國會選舉，國民黨領導人宋教仁非常投入「民主共和」，國民黨得勝；民初《選舉法》建基於1909年第一屆諮議局選舉法，選民資格：滿21歲之男子、在選區內住滿2年以上、有不動產500元以上、小學畢業（1909年為25歲男子、在選區內住滿10年以上，有不動產5,000元以上，中學畢業）:19。選舉中宋教仁組織國民黨，而袁世凱則組織統一黨、共和黨、民主黨（三黨其後合併為進步黨）；袁於晚清時曾對中國軍事現代化貢獻卓越，但不信「民主」，認為要有點權威，「共和」會有混亂；袁稱：「我這個總統，總也總不得，統也統不得」；又說：「憲法只會限制我，沒有一點是幫我的。」:20袁急於抓權，採取恐嚇和賄賂阻止國民黨勝出，但國民黨還是勝選：在眾議院596席贏得269席，在參議院274席贏得123席；眾議院依照各省人口比例，每80萬人選1人；參議院依照各省省議會，每省議會選出10人:20。
1913年3月20日，宋教仁準備從上海前往北京領導國會、組織責任內閣，在上海火車站遇刺身亡，有證據顯示是袁世凱指使；1913年4月，袁與英國、法國、德國、日本、俄國銀行團簽署2,500萬英鎊「善後大借款」，答允47年內還本利共6,785萬英鎊，未經國會批准:20。
袁世凱於1913年11月解散國民黨、1914年1月解散國會、1914年2月解散省議會及地方自治團體，議會政治完結，開始獨裁統治；1914年3月至5月，袁世凱召開國民大會，修改《中華民國臨時約法》，制定《中華民國約法》，改總統制為世襲:21。
1915年5月，袁世凱不理段祺瑞、馮國璋、梁啟超等人反對，接受日本《二十一條》，許多人支持中央集權
，反對對日妥協，袁世凱權力受到削弱，8月袁世凱開始推行帝制復辟運動:21。蔡鍔在雲南組織護國軍反對帝制，各省相繼宣佈獨立；1916年3月，袁世凱被迫放棄「洪憲帝制」，於6月6日去世:21。

## 五四運動
1915年9月，《青年雜誌》創辦，1916年春停刊，創刊號刊出陳獨秀〈敬告青年〉原則：㈠自主的而非奴隸的；㈡進步的而非保守的；㈢進取的而非退隱的；㈣世界的而非鎖國的；㈤實利的而非虛文的；㈥科學的而非想像的:29-30。1916年9月復刊，改名《新青年》，宗旨為「改造青年的思想，輔導青年的修養」，提出人格、素質和價值觀念更生，改造中國社會:30。北京大學新校長蔡元培訂定大學教育目的是「探求學理、掌握科學知識、培育人才新風」，辦大學是「兼容並包、思想自由」；北大師生各自創辦雜誌，如陳獨秀、胡適辦《新青年》，傅斯年、顧頡剛、羅家倫辦《新潮》；劉師培、辜鴻銘辦《國故》，得到嚴復、林紓支持:30。
1919年5月4日，北京數千學生上街遊行示威，反對凡爾賽和會關於山東問題之決議，32人被捕；5月6日，被捕學生獲釋，但北京大學校長蔡元培其後被迫離任，政府派親北洋官員擔任新校長，引起抗爭；5月18日，北京學生罷課、杯葛日貨運動，並在《罷課宣言》中首次用學生領袖羅家倫命名「五四運動」，擴大到其他城市；5月26日，有人在文章中談及「五四的精神」；6月3日至4日，政府逮捕千多名學生；6月5日至9日，上海工商界罷工、罷市，支援學生，運動擴大至各大城市；6月9日，北京親日官員被迫辭職；6月28日，中國代表團拒簽巴黎和約，代表五四運動勝利；7月22日，中國學生會宣佈停止罷課，蔡元培復職:28。

## 國民革命
1911年，譚人鳳和居正調查聯絡湖南、湖北、江蘇、江西後，至上海聯合宋教仁、陳其美，成立中國同盟會中部總會，於長江流域遍立分會:34-35。
黃花崗起義，趙聲、黃興等革命黨人先後返回香港，積極準備起義工作；他們在香港組織統籌部，作為起義領導機構，由黃興、趙聲分別擔任正、副部長，決定派人分別前往長江中下游各省聯絡，策動響應；會後，許多革命黨人潛入廣州，設立秘密機關達數十處；他們吸取以往一處機關遭受破壞，即牽累全局之沉痛教訓，決定各秘密機關互相保密，直接與統籌部負責人單線聯繫；經過較長時間活動，在廣州新軍、防營、民軍、警察中發動工作逐漸成熟:453。1911年，革命情緒高昂，風聲愈易走漏；兩廣總督張鳴岐調派大軍把守廣州府各城門，嚴密防備水陸要道:29。4月8日，香港統籌部召開會議，制定起義周密計劃，決定分十路進攻廣州，從香港派「選鋒」800人至廣州，於4月13日（農曆三月十五日）正式起義:453。4月8日，革命志士溫生才，暗殺李準不成:29，在廣州諮議局門前擊斃清將軍孚崎，後被捕赴死:453。清政府接到保皇黨人告密，獲悉中國同盟會將要起義，嚴加防範:453。統籌部獲悉廣州部分新軍將於5月初退伍，認為起義不宜再延:453。清軍全城戒嚴，起義延到4月26日，又怕日本安南不及運來槍械，又延期一天:29。4月25日，黃興趕到廣州，主持起義；由於清方搜捕，部分秘密機關已遭破壞，黃興準備尚未就緒、聯繫未周密，臨時決定於4月27日（農曆三月二十九日）晚起義，由十路進攻改為四路:453。黃興親自率領近200人進攻兩廣總督衙門，其餘三路均未能按時策應:453-454。張嗚岐逃走:29。革命軍照計劃進攻水師府衙，苦戰東轅門李準衛隊，許多人陣亡，如方聲洞「背負刄，胸中槍，血流遍體，力戰而死」，徐國泰「被執時，警兵憤恨已極，隨用刺刀將其刺傷十餘處，仍駡不絕口，遂遇害」；廣州人不顧安危，將陣亡者72人骸骨合葬於城郊黃花岡:33。黃興隱居不出，趙聲激憤而死；上海陳其美爭取群眾，組織商團，團員有5,000人以上；兩湖振武學社改組為文學社，與共進會合併；半年革命黨增加由1千餘人增至3千餘人，多是新軍士兵；陝西同盟會在渭北成立分會，與三秦哥老會、渭北刀客結盟:33。
武昌起義，1911年10月10日爆發，由文學社與共進會領導；湖北全軍除馬隊八標外，湖北新軍1萬5千人中有近7千餘人參加革命；8月保路風潮，文學社領導人蔣翊武、劉復基與共進黨領袖孫武組成統一指揮，定於10月6日起義:35。清廷派憲兵偵探陸軍士兵行動，各營並設告密箱，每夜息燈號後，營兵不許彼此往來，外賓來訪，准許伍長監聽:35-36。起義日期延到10月16日；10月9日孫武在漢口俄租界製彈，不慎爆發，統一指揮機關遭到破壞，劉復基等遇害，蔣翊武等逃出武昌，湖廣總督瑞澂搜捕革命黨人；10月10日晚，工程營在實力不集中下，熊秉坤冒死發難，猛撲楚望台，佔領軍械局，輜重營從城外斬關而入，會攻督署，礮隊馬隊一齊響應，瑞澂與新軍統制張彪先後棄城逃亡，革命軍一夜占領武昌；黎元洪說：「就舊日陸戰而論，兵丁各自為戰，顯無指揮亦各奮力突進，漢族同盟徒手助戰，甚有婦孺饋送麵包茶水入陣，此情此景，言之令人奮武，誰無肝膽，誰無熱誠，誰非黃帝子孫，豈甘作滿奴隸，而殘害同胞耶？」:36
「二次革命」，起因是1913年6月袁世凱罷免江西都督李烈鈞、廣東都督胡漢民及安徽都督柏文蔚，由於革命黨孤立、缺乏資金，人民渴求和平、安穩，不久革命黨便被鎮壓；9月，「二次革命」宣告失敗，袁世凱派段祺瑞到武昌、馮國璋到南京:20。
1914年，孫中山再次流亡日本，改組國民黨為中華革命黨:21。

## 外交
1911年，清政府攝政王載灃向英國、美國、德國、法國、日本五國銀行借外債2億元，經費作鎮壓革命；梁啟超說：「吾輩何顏以對激烈黨人乎？」:33

## 大事記

### 1913年
- 2月13日——抵達日本後，孫中山受到熱情接待[4]:253。

### 1916年
- 1月1日——袁世凱建元，以是年為洪憲元年，大典籌備處是日通告，即日起「所有奏咨暨一切公牘，只署洪憲元年某月某日」；中華民國護國軍政府在昆明正式成立，雲南取消將軍行署、巡按使署，改為都督府，舉唐繼堯為中華民國軍政府都督；昆明民眾舉行擁護共和紀念大會；唐繼堯、蔡鍔、李烈鈞聯名發表討袁檄文，歷數袁世凱「叛國稱帝」等20大罪狀，宣布要約5條：一、「凡屬中華民國之國民，其恪遵成憲，翊衛共和，誓除國賊」，二、「改選中央政府，由軍府召集正式國會，更選元首，以代中華民國」，三、「罷除一切陰謀政治所發生，不經國會違反民意之法律，與國人更始」，四、「發揮民權政治之精神，實行代議制度，尊重各級地方議會之權能，期策進民力，求上下一心，全力外交之效」，五、「採取聯邦制度，省長民選，組織活潑有為之地方政府，以觀摩新治，維護國基」；袁世凱將原總統府改稱新華宮，府內收發處改為「奏事處」，府內總指揮處改為「大內總指揮處」[5]:717。
- 1月3日——袁世凱以凡書「洪憲元年」之對外文件均被退回，遂令對外仍暫用民國名義，對內則書「洪憲」，暫時不加「帝國」字樣[5]:718。
- 1月5日——護國軍第一軍總司令蔡鍔通電討伐袁世凱，並告誓全民四事：一、與全國國民戮力擁護共和國體，使帝制永不發生，二、劃定中央地方權限，圖各省民力之自由發展，三、建立名實相副之立憲政體，以適應世界大勢，四、以誠意鞏固邦交，增進國際團體上之資格；袁世凱頒令討伐唐繼堯、任可澄、蔡鍔，「着近滇各省將軍巡按使一體嚴籌防剿，毋稍疏忽」，並派虎威將軍曹錕督師待命；駐日公使陸宗輿訪日本外相石井菊次郎，徵詢日本政府對袁世凱行帝制之意向[5]:719。
- 2月7日——中華民國政治顧問莫理循會見袁世凱，勸其放棄帝制，3月21日莫理循呈遞《關於放棄帝制的備忘錄》[5]:726。
- 2月12日——孫中山在東京與梁啟超所派代表周善培及岑春煊商反袁事宜，旋又與周善培及岑之代表多次商談；陸軍第二十七師師長張作霖到北京商出兵湖南[5]:727。

### 1917年
- 1月1日——《新青年》第二卷第五號出版發行，載有胡適《文學改良芻議》一文，提倡白話文體，提出文學改良八事：「一曰，須言之有物。二曰，不摹仿古人。三曰，須講求文法。四曰，不作無病之呻吟。五曰，務去爛調套路。六曰，不用農。七曰，不講對仗。八曰，不避俗字俗語。」[5]:807
- 4月1日——黎元洪任命楊桂堂為陸軍第十六混成旅旅長，原任馮玉祥調京另候任用[5]:827。
- 5月1日——國務會議通過對德宣戰案，旋由段祺瑞率同閣員面請黎元洪核准，黎謂「一俟通過國會，即將命令蓋章」[5]:832。
- 6月1日——黎元洪令召安徽督軍張勳入京共商國是[5]:840。
- 7月1日——張勳在北京擁戴清廢帝溥儀復辟[5]:850。
- 8月1日——馮國璋抵北京[5]:866。
- 9月1日——廣州國會非常會議選舉孫中山為中華民國軍政府海陸軍大元帥[5]:873。
- 11月1日——孫中山任命蔣介石、張群為大元帥府參軍[5]:891。
- 12月1日——馮國璋任命王士珍內閣各部總長[5]:903。

### 1918年
- 2月2日——程璧光、伍廷芳、唐紹儀等人邀請孫中山、莫榮新開會於海珠，討論改組軍政府辦法：一、改元帥名稱為政務總裁，設總裁若干人；二、聯合會議之職，權限於軍事範圍，隸屬於合議政府之下[5]:927。
- 6月1日——陸榮廷自廣西貴縣到南寧，是日通電就任軍政府總裁[5]:967。
- 11月1日——北京新國會開會，眾議院討論徐世昌對德宣戰咨請同意案，因國務總理及外交總長不到會，宣告延會，參議院議決致電法、英、美各協約國國會祝賀歐戰勝利[5]:1015。

### 1919年
- 1月11日——北京錢能訓內閣正式改組，徐世昌令准陸徵祥、錢能訓、段芝貴、劉冠雄、朱深、傅增湘、田文烈、曹汝霖分別辭去外交、內務、陸軍、海軍、司法、教育、農商、交通兼署財政各部總長職，特任錢能訓、陸徵祥、龔心湛、靳雲鵬、劉冠雄、朱深、傅增湘、田文烈、曹汝霖分別為內務、外交、財政、陸軍、海軍、司法、教育、農商、交通各部總長，任命郭則澐為國務院秘書長，外交總長陸徵祥未到任以前，着由次長陳籙代理部務，財政總長龔心湛未到任以前，着次長李思浩暫行代理部務；徐世昌任張懷芝為參謀總長，呂調元為安徽省長，未到任前由李維源暫代；廣州國會開兩院聯合會，議決軍政府改名護法政府，並發表《中華民國國會第四次宣言》：兩院聯合會「議決修改軍政府為護法政府案，委托軍政府代行國務院職務、攝行大總統職務，以護法政府名義行之」，1月13日將此項決議正式宣布，按因軍政府內各系軍閥反對，此項決議未見諸實施，後仍沿用軍政府名稱[5]:1042。
- 1月18日——巴黎和會開幕，北京政府代表陸徵祥、王正廷出席，並向大會提交取消外人在華特殊利益及廢除「二十一條」[5]:1045。
- 1月19日——湖南督軍兼省長張敬堯電北京政府，借口「結束湘事」，請速將吳佩孚所部調離湖南[5]:1045。
- 1月21日——徐世昌特派陸徵祥、顧維鈞、王正廷、施肇基、魏宸組為出席巴黎和會全權委員，該名單直至1月28日始由和會正式公布[5]:1045。
- 1月27日——出席巴黎和會美、英、法、意、日代表舉行五國會議，討論處置德屬殖民地問題，中國代表顧維鈞、王正廷應邀參加，會間日代表牧野伸顯乘機提出德國在山東所占一切權利應無條件讓與日本之要求，顧維鈞當即稱：關於山東問題，「應由中國陳說理由後，再行討論」[5]:1047。
- 1月28日——巴黎和會美、英、法、意、日代表繼續舉行五國會議，中日兩國代表就山東問題展開激烈爭論，顧維鈞要求大會「尊重中國政治獨立，領土完整」，將德國在山東所占一切權利直接交還中國，而牧野則借口中日兩國關於山東問題「已有成約」，堅決反對，顧維鈞當即稱：日本代表所謂「成約」，「想係指一九一五年二十一款要求所發生之條約及換文而言……此項條約換文，經日本送達最後通牒，中國始不得已而允之，不能認為有效」[5]:1047。
- 2月5日——北京大學等校電巴黎和會中國代表，要求：「取消中日所訂『二十一條』及軍事協約……務望努力堅持。……學生等當聯合國人，以全力為諸公後盾。」[5]:1049-1050
- 2月9日——北京各大專學校學生1.15萬人電巴黎和會中國代表，請「保持國權」，「對於中日爭執堅持到底」，並聲言「誓為諸公後盾」；熊克武就任四川督軍[5]:1051。
- 2月10日——北京政府電巴黎和會中國代表，許有隨時宣布中日各項密約全權，並於同日授權外交部發表正式聲明，公布2月2日日使小幡與陳籙會見實情[5]:1051。
- 2月15日——中國代表在巴黎和會提出山東問題長篇說帖，要求將膠澳租借地、膠濟鐵路及德國在山東強占之其他權利直接歸還中國[5]:1052。
- 2月20日——南北議和會議在上海開幕，南北雙方總代表唐紹儀、朱啟鈐在會上致詞[5]:1053。
- 3月2日——南方議和代表以48小時限期已屆，而陝西停戰問題未決，乃發表停止和平會議宣言：「蓋所議者和也，和戰不能並立。今一面言和，一面主戰，此非北京政府謀和之無誠意，即其威信之不能行。有一於此，和必無幸」，南北議和會議遂告停頓[5]:1057。
- 3月3日——中国社会主义工人党参加共产国际第一次代表大会，成为共产国际创始党
- 4月11日——夜，北京政府駐日公使章宗祥離東京返國，行前中國留學生30餘人趕往車站，痛斥其賣國罪行，並以賣國賊呼之[5]:1072。
- 4月15日——出席巴黎和會中國代表團提出廢除1915年中日協定（即「二十一條」）說帖，同時認為1917年二三月英日、英法之密約，應隨中國對德宣戰而作廢[5]:1073。
- 5月1日——英國外交大臣貝爾福召見巴黎和會中國代表施肇基、顧維鈞，面告三國會議對山東問題之決定，以主權交中國，經濟權付日本，中國代表團對此表示強烈抗議；北京中國國民外交協會電巴黎和會中國代表：「聞日代表強欲佔據青島及山東鐵道，又欲承認一九一五年中日協約及一九一八年之密約，無論如何吾等不能承認此種要求，請以全力抗拒之。和平條約中若承認此種要求，諸公切勿簽名」，另電美、英、法、意首腦：「德國在山東省所攫得之權利，吾等再行要求直接歸還中國。……如許日本在山東省有權利者，吾等決不承認。若以強力壓迫，我國四萬萬人誓以全力抵抗」，電中稱中國人民決不承認「二十一條」及1918年之中日密約[5]:1079。
- 5月2日——北京眾議院開會，決定致電巴黎和會，要求將山東直接交還中國；北京大學校長蔡元培召集學生代表百餘人開會，講述巴黎和會列強互相勾結、犧牲中國主權情形，號召大家奮起救國[5]:1080。
- 5月3日——蔡元培得外交委員會委員長汪大燮走告：錢能訓內閣密電巴黎和會代表簽字於喪權辱國之山東條款，當即召集北京大學學生代表宣布此訊，是晚北京大學舉行全體學生大會，討論對策，高等師範、法政大學等校代表均與會，各校學生登台演說，決定原訂於5月7日在天安門之游行大會，提前於5月4日舉行；汪大燮、林長民自行解散外交委員會；國民外交協會開全體職員會，討論力爭山東主權辦法，議決於5月7日在中央公園召開國民大會發表正式宣言，並分電各省各團體同日舉行[5]:1080。出席巴黎和會中國代表陸徵祥、王正廷、施肇基、顧維鈞、魏宸組5位全權代表聯名致電北京政府請求辭職：「和會仍憑戰力，公理莫敵強權。祥等力竭智窮，負國辱命，謹合呈大總統，請即開去全權」，旋國務院復電慰留[5]:1080-1081。
- 5月4日——五四運動爆發，下午1時許北京大學、高等師範、政法專門、中國大學、朝陽大學、工業專門、農業專門、醫學專門、滙文大學、警官學校、鐵路管理學校、稅務學校、民國大學13所學校學生3,000餘人，手執小白旗，上書有「取消二十一條」、「還我青島」、「保我主權」、「誅賣國賊曹汝霖、章宗祥、陸宗輿」等字樣，齊集天安門，發表演說，宣讀《北京學生界宣言》，2時半開始游行，沿途散發傳單，號召：「全國工商各界一律起來，設法召開國民大會，外爭主權，內懲國賊」，各校整隊出發前，步軍統領李長泰、京師警察廳總監吳炳湘及教育部代表均聞訊趕到，力阻學生游行，當遭嚴詞駁斥，游行隊伍先至東交民巷西口，學生代表段錫朋、羅家倫、許德珩、狄福鼎4人向美國使館遞交說帖，旋赴其他使館，遭守兵阻止，乃轉赴東城趙家樓曹汝霖宅，曹聞訊逃匿，眾遂痛毆適在該處之章宗祥，並火焚曹宅，警察趕赴現場鎮壓，捕去學生32人[5]:1081-1082。

### 1920年
- 2月1日——庫倫都護使充駐扎庫倫辦事大臣陳毅向北京政府呈報收復唐努烏梁海情形：「查唐努烏梁海地方，在前清時向隸烏里雅蘇台將軍管轄。該地在烏科北境，東西約二千里，南北約八百里，訖為外蒙屏障……物產豐盈，俄人向所垂涎。……迨宣統三年，外蒙變亂，俄遂乘機強占。……海人嫉俄甚深，同心效順，備嘗種種困難，卒告成功，收回八九年已失之領土。」[5]:1179
- 3月1日——孫中山在《建設》雜誌第二卷二期發表《地方自治實行法》一文，指出地方自治「當以實行民權、民生兩主義為目的」[5]:1190。
- 8月1日——吳佩孚通電全國，主張召開國民大會，解決國是，提出大綱八條：定名國民大會；由國民自行召集，不得用官署監督；宗旨取「自決主義」，凡統一善後及制定憲法與修改選舉法及一切重大問題，均由國民大會公決；會員由全國各縣農、工、商、學各會各舉一人，為初選所舉之人，再由全省合選五分之一為複選，俟各省複選完竣，齊集天津或上海，成立開會；期限以三個月內成立，開會限六個月，即行閉會；並主張南北新舊國會一律取消，南北議和代表一律裁撤，所有歷年糾紛，均由國民公決[5]:1249-1250。
- 9月1日——《新青年》雜誌第八卷第一期出版，從此期起成為中國共產黨上海發起組之公開機關刊物，大量登載介紹馬克思主義及蘇俄情況之文章[5]:1262。
- 11月1日——廣州軍政府任命陳炯明為廣東省長兼粵軍總司令，管理廣東軍務，全省所有陸海軍均歸其節制，免去海軍部長兼海軍第一艦隊司令林葆懌本兼各職，任命湯廷光為海軍部長，任命林永謨為海軍第一艦隊司令兼署理海軍總司令[5]:1289。
- 12月1日——中華民國軍政府啟用新印布告：「軍政府新刊印信一顆，文曰：『中華民國軍政府』。已於本年十二月一日啟用。所有從前之軍政印，即行作廢，此令。特此布告。」[5]:1311

### 引用
1. 1 2 3 4 5 6 7 8 9 10 11 12 13 14 15 16 17 18 19 20 21 22 23  （香港大學歷史系名譽副教授）連浩鋈博士（Dr. Alfred HY Lin）. . 香港教育局個人、社會及人文教育組. 2009. ISBN 978-988-80069-4-6.
2. 1 2 3 4 5 6 7 8 9 10 11 12 13 14 15 16  段昌國. 傅樂成主編 , 编. . 眾文圖書. 1990. ISBN 957-532-037-9.
3. 1 2 3 4 5 6 7  《中國近代史》編寫小組. . 中華書局. 1977.
4. ↑  白吉爾（Marie-Claire Bergère）著、溫哈溢譯（第九章協力林添貴，人物小傳協力楊詩韻）. . 台北市: 時報出版. 2010-06-21. ISBN 978-957-13-5208-4.
5. 1 2 3 4 5 6 7 8 9 10 11 12 13 14 15 16 17 18 19 20 21 22 23 24 25 26 27 28 29 30 31 32 33 34 35 36 37 38 39 40 41 42  韓信夫、劉明逵、郭永才、王明湘、齊福霖、范明禮、張允侯、張友坤、章伯鋒、胡柏立、耿來金、劉壽林、鍾碧容、鍾卓安、陳崧、王好立、朱信泉、任澤全、蔡靜儀、丁啟予、陳永福、嚴如平、柏宏文、吳以群、羅文起、查建瑜、婁獻閣、白吉庵、李靜之、張小曼、石芳勤、徐玉珍、江紹貞、熊尚厚、劉一凡、郭光、郭大鈞、王文端、李起民、李隆基、常丕軍、劉敬坤、陳道真、李振民、張振德、梁星亮、董國芳、張守憲、王榮斌、陳敏、章笑明、汪朝光、卞修躍、賈維、陳民、江紹貞、朱宗震編著. 李新總主編，中國社會科學院近代史研究所中華民國史研究室，韓信夫、姜克夫主編 , 编. . 北京: 中華書局. 2011. ISBN 9787101079982.